# Participativní design
Participativní design je typ uživatelsky orientovaného designu, který do všech fází procesu navrhování zapojuje uživatele. Vzhledem k tomu, že bývá aplikován především na produkty nebo služby určené specifické oblasti zákazníků, může lépe identifikovat a zapojit uživatele, kterých se to přímo týká. Na rozdíl od tradičního přístupu k navrhování technologií, kdy uživatelé byli součástí v poslední fázi testování, v PD jsou uživatelé aktivní součástí všech fází navrhování. Díky tomu výsledné produkty odráží uživatelské názory, zkušenosti, potřeby a preference a tím pádem jsou pro ně přístupnější a srozumitelnější.
Na participativní design lze pohlížet jako na určitý druh výzkumu zkoumající pomocí metod, co je pro uživatele srozumitelné. Autor Spinnuzzi popisuje PD následovně: „Participativní design je výzkum. Avšak někdy je na něj pohlíženo jako na přístup k designu, který je charakteristický zapojením uživatelů, participativní design má svou vlastní metodologickou orientaci, metody a techniky, stejně jako participativní výzkum, na kterém je založen.“
Participativní design lze také vnímat jako otevřený soubor metod a technik umožňující aktivně a kreativně zapojit uživatele do procesu navrhování. A to z toho důvodu, že hlavní roli zde hrají metody PD, které naplňují jeho myšlenku zapojení uživatelů.
Participativní design by také měl být o vzájemném učení a motivování uživatelů a odborníků. Odborníci zde také mají svoji nezastupitelnou roli, vybírají vhodné metody pro zapojení a motivaci uživatelů.

## Vývoj
Participativní design vznikl na přelomu 70. – 80. let 20. století ve Skandinávii. Impulsem pro jeho vznik bylo demokratické hnutí, v jehož čele stály pracovní odbory a snažily se vnést hodnoty demokracie na pracoviště. Toto hnutí bylo odstartováno plošným zaváděním technologií, které nahrazovaly pracovníky, anebo část jejich práce. To vedlo k automatizaci práce. Proto pracovní odbory začaly bojovat za to, aby pracovníci měli svůj hlas v rozhodování o zavedení technologie na pracovišti, o jejich umístění a také aby se alespoň částečně podíleli na jejich navrhování. Konkrétně se jednalo o počítačové systémy, které byly pro pracovníky složité, a neúspěšná práce s nimi vedla k demotivaci pracovníků. Právě z tohoto období vychází hodnoty PD: demokracie a právo uživatele rozhodovat o produktech používaných pracovně i soukromě.
Za zakladatele myšlenky PD a snahy zapojit pracovníky do procesu navrhování počítačových systémů a jejich rozmístění na pracoviště, je považován Kirsten Nygaard. Právě jeho projekt, na kterém spolupracoval s pracovní odborem sdružujícím dělníky z kovového a ocelového průmyslu, odstartoval posun od tradičního přístupu k vývoji počítačů a systémů k participativnímu (tehdy ještě kooperativnímu) designu. Výsledky své práce prezentoval na švédských univerzitách a inspiroval tak studenty a výzkumníky z ostatních zemích, jako Dánsko a Norsko a odstartoval sérii dalších projektů. 

DEMOS (Demokratik planering och Styrning i arbetslivet) 

Jedním z lidí, které Nygaardova práce ovlivnila, byl Pelle Ehn. Ten v roce 1975 spustil projekt týkající se vývoje nových obchodních modelů. Cílem bylo vytvořit strategii umožňující zapojit pracovníky do řešení problémů a navrhování. 

DUE (Demokrati, Udvikling og EDB) 

Projekt z roku 1977 vedený Mortenem Kyngem, se snažil stanovit vlivy počítačových aplikací na pracovní podmínky u obchodních správců jak v soukromé organizaci tak ve veřejné instituci. Výsledkem projektu bylo zjištění, že pro organizaci je užitečné, aby se na designu počítačových systémů podíleli ti, kteří je budou používat.
Jedním z hlavních cílů těchto projektů bylo dát hlas koncovým uživatelům za účelem zlepšení pracovních podmínek i výsledných systémů. Nicméně tyto projekty měly určité nedostatky, kvůli kterým se autoři rozhodli pro nový projekt, jehož cílem bylo vyzkoušet utopistickou strategii využívající přímou účast ve všech vývojových fázích. Výsledný projekt dostal příznačné jméno UTOPIA a díky tomu, jaké přinesl nové metody a postupy, jej můžeme pro participativní design označit za přelomový počin.

UTOPIA (Utbilding, Teknik Och Produkt i Arbetskvalitetsperspektiv) 

Projekt probíhal v letech 1981 až 1984, jeho vedoucím byl Pelle Ehn. Projekt se soustředil na vývoj konkrétních nástrojů, které měly zlepšovat práci grafiků při tvorbě novinových stránek. 

Inovace projektu UTOPIA
- Barevné karty vylepené na zdech zobrazovaly scény simulující pracovní proces
- Vzájemné učení mezi uživateli (grafiky) a odborníky, kdy si mezi sebou vyměňovali informace o náplni práce, požadavcích, potřebách a technických možnostech.
- Modely vybavení využívající se k testování bylo vytvořeno z dostupných a levných materiálů (např. dřevěné počítačové myši, lasery vyrobené z krabic). Díky nim se uživatelé mohli do testování snadno zapojit, aniž by měli odborné technické znalosti. Jednotlivé postupy uživatelů se pečlivě zapisovaly, což ovšem vyžadovalo množství času.
- Uměle vytvořené pracoviště grafika sloužící pro vyzkoušení výše uvedených modelů. Tento postup pomáhal odpovědět na otázky typu: jaké informace by se měly zobrazovat? Je zde důležité menu, pokud ano, kde na obrazovce má být umístěno? Kolik tlačítek má mít myš?
- Zavedení souboru nástrojů, které sloužily pro organizaci práce.

Model užití

Během projektu se stávalo, že se uživatelská přání dostávala do rozporů s technickou realizací. Grafici například požadovali, aby při rozvržení stránky na počítači byla vidět celá stránka, což vzhledem k tehdejším rozměrům monitorů nebylo realizovatelné. Odborníci se s tímto problémem vypořádali vytvořením modelu užití. Tento model se snažil zkombinovat uživatelské znalosti a dovednosti s technickou realizací ve dvou fázích. 

V první fázi byly uživatelské dovednosti popsány společně s používanými materiály a nástroji. V případě tvorby novinových stránek tato fáze zahrnovala dovednosti jako lepení, řazení, kreslení čar, zarovnání a pomůcky jako papír, obrázky a fotografie.
Ve druhé fázi bylo popsáno, jakým způsobem by mohla být první fáze přizpůsobena technologii. Materiál zde byl reprezentovaný ikonami a činnosti byly představeny operacemi jako řadit, kopírovat, vymazat atd. Navíc byly přidány operace jako automatické vycentrování, zarámování a zarovnání, které nebyly v praxi proveditelné. 

Výsledné prototypy se však kvůli negativnímu přístupu managementu nestaly komerčními produkty. I přes neúspěch se projekt UTOPIA stal hlavním tématem pro konferenci Computers and Democracy v roce 1985. V roce 1988 byly výsledky projektu prezentovány na konferenci CSCW a objevilo se zde několik příspěvků na téma kooperativního designu. Jak už bylo naznačeno dříve, prvně se používal pojem kooperativní design, ten byl však během několika diskuzí na konferencích změněn a v mezinárodním kontextu se používá pojem participativní design. První mezinárodní konference s názvem Participatory Design Conference se konala roku 1990. Od té doby probíhá každé dva roky.
V průběhu let se participativní design rozšířil do všech možných oblastí jako je software design, grafický design, architektura nebo také v lékařství. Jednou z oblastí, kde se PD může také uplatnit, jsou právě digitální knihovny.
V případě digitálních knihoven je důležité, aby jejich design umožnil uživatelům orientovat se a adaptovat s obsahem, způsobem vyhledávání a uspořádání knihovny. Pokud to design znemožňuje, hrozí zde riziko, že digitální knihovna nebude svými uživateli pochopena a nesplní tak svůj cíl. Právě participativní design je způsob, jak takovému riziku předejít a umožnit uživatelům navrhnout takové prostředí digitální knihovny, které pro ně bude srozumitelné a přístupné.

## Metody participativního designu
Úkolem metody participativního designu je spojit dvě odlišené skupiny: uživatele a odborníky. Každá tato skupina je specifická svými znalostmi, dovednostmi a potřebami, které by se měly odrážet ve výsledném produktu. Tyto dvě skupiny mají své hranice, to znamená, že každá z těchto skupin ví, že není kompetentní se plést do práce toho druhého. Nespolupráce těchto dvou skupin je často patrná na službách a produktech, které neodpovídají potřebám a možnostem uživatelů a jsou pro ně tím pádem nepoužitelné.
Důležitou hodnotou pro participativní design představují tacitní znalosti. Jsou to znalosti, které uživatel má nebo umí, ale nedokáže je popsat takovým způsobem, aby to mohl naučit někoho jiného. Taková znalost se může projevit např. na dovednosti esteticky rozvrhnout webové stránky. Tacitní znalosti se při běžném dotazování nezjistí, ale v momentě, kdy dáte uživateli do ruky papír, tužku a další materiály, ze kterých může něco vytvořit, tyto znalosti se projeví. Takovým způsobem je možné implementovat tacitní znalosti do moderních technologií.
Metody tradičního přístupu k vytváření technologií byly soustředěny na přenos informací mezi uživateli a vývojáři. Tento přenos informací postrádal zpětnou vazbu, což mohlo způsobovat jeho nedůvěryhodnost.
V případě kdy je projekt participativního designu proveden správně, analýzu nasbíraných dat sdílí s uživateli podílejících se na projektu. Uživatelé by tedy měli mít zpětnou vazbu a vidět výsledek, na kterém pracovali.
Vyprávění

Příběhy a vyprávění se staly součástí participativního designu až v průběhu posledních pár let. Nejdříve byly používány jakou spouštěče pro konverzaci, postupně se staly důležitými, protože uživatelé skrze příběhy byli schopni přesněji definovat, co by daný produkt nebo služba měla obsahovat, jak by měla fungovat a jak by měla být používána.
Vyprávět příběhy můžeme pomocí deníků, fotografií, videa, slov, kreslení nebo karet. Jedním z příkladů vyprávění používaný v projektech digitálních knihoven je metoda uživatelských scénářů.
Hraní, divadlo

Hry jsou dobrým prostředkem pro vyrovnání rozdílů mezi odborníky a uživateli. Jsou zpravidla zcela nové pro všechny účastníky, všichni jsou si na začátku rovni, protože se musí společně naučit pravidla hry. Takový přístup podporuje snadnější sdílení nápadů a myšlenek. Hlavním cílem her je odlehčit problém, kterého se daný projekt týká.
V projektech se také využívá velké množství her. Zpravidla jsou modifikovány kvůli specifickým potřebám projektu, nelze tedy říci, že by jejich pravidla a pomůcky byly pevně stanoveny.
Například autoři Petersen a Buur rozšířili deskovou hru s hracím plánem, který představoval mapu průmyslového závodu. Autoři ji doplnili o pěnové kousky různých tvarů a barev představující technologie. Pomocí takovýchto figurek pracovníci měli za úkol rozvrhnout pro ně vyhovující prostředí.
Divadlo a drama také patří k metodám participativního designu. Například v projektu UTOPIA bylo použito Forum Theather. Odborníci zde vystupovali jako herci a předváděli změny vznikající v důsledku zavedení nových technologií na pracoviště. Pracovníci zde reprezentovali publikum, které kritizovalo předvedený výkon a upravovalo ho podle svých požadavků. Tento postup se opakoval do té doby, dokud pracovníci nebyli spokojeni. Pro použití ve vývoji počítačových systémů může být přínosnější Interface Theather. Jeho hlavním cílem je, aby se k designu vyjádřilo co nejvíce zainteresovaných stran. V tomto divadle odborníci předvádí uživatelské rozhraní. Divadelní scéna představuje obrazovku a každý herec zde reprezentuje určitou komponentu.
Modelování

Při modelovacích aktivitách jsou uživatelé požádáni, aby své představy o tom, jak by daná technologie měla vypadat a fungovat ztvárnili pomocí koláží, map nebo modelů v reálné velikosti. U takových metody není důležitý samotný výtvor, ale to, jakým způsobem je uživatelem a skupinou interpretován. Každý uživatel může jeden a ten samý model vnímat na základě svých předchozích zkušeností jinak než ostatní. To může přinést plno nových nápadů, jež mohou být do technologie implementovány.
Prototypy

Ačkoli by prototypy mohly spadat pod modelování, je vhodné je zařadit zvlášť, protože v tomto případě nejde až tak o projev kreativity, ale spíše o zhmotnění nápadů, které by mohly reálně fungovat. Dá se říci, že prototypy se zařaďují až do závěrečné části projektů, protože využívají nápady získané pomocí předchozích metod poskytujících uživatelům možnost kreativního vyjádření. Navíc při vytváření prototypů je zde potřeba odborných znalostí profesionálů. Předchozí metody lze považovat čistě za uživatelskou práci, prostřednictvím které se odborníci snaží zjišťovat jejich uživatelské potřeby, myšlení, nápady a požadavky. Prototypy tedy slučují dosud zjištěné nápady s technickými prvky.
Pro výrobu prototypů se mohou využívat materiály, které jsou levné a snadno dostupné jako papír, lepenka, karton, dřevěné desky, v podstatě vše, co je člověk schopen k tomu využít. Takového prototypy jsou vhodně pro zbavení obav v případě, kdy uživatelé mají strach, že neumí kreslit. Tyto nízkonákladové prototypy byly použity v projektu UTOPIA.